# Leucozona

Leucozona (лат.) — род мух-журчалок из подсемейства Syrphinae.

## Описание
Длина тела 11—13 мм. Брюшко с белыми пятнами на тергитах, на третьем и четвёртом сегментах они меньше, чем на втором, или могут отсутствовать

## Экология
Обитают в лесах и на их опушках. Личинки птаются тлям.

## Классификация
Род разделяется на два подрода Leucozona и Ischyrosyrphus. Некоторыми систематиками Ischyrosyrphus рассматривается иногда как самостоятельный род. В мировой фауне насчитывается 16 видов.
- Leucozona glaucia (Linnaeus, 1758)
- Leucozona inopinata Doczkal, 2000
- Leucozona laternaria (Müller, 1776)
- Leucozona lucorum (Linnaeus, 1758)
- Leucozona velutina (Williston, 1882)
- Leucozona xylotoides (Johnson, 1916)

## Распространение
Ввстречается на Голарктике и Ориентальной области.